# 謝韋里尼夫卡 (柳巴爾區)
49°49′10″N 27°52′31″E / 49.81944°N 27.87528°E
謝韋里尼夫卡（烏克蘭語：Северинівка）是烏克蘭北部的村莊，隸屬日托米爾州的日托米爾區。該村面積2.4平方公里，海拔高度275米，2001年人口30，人口密度每平方公里12.5人。